# 프레골랴강

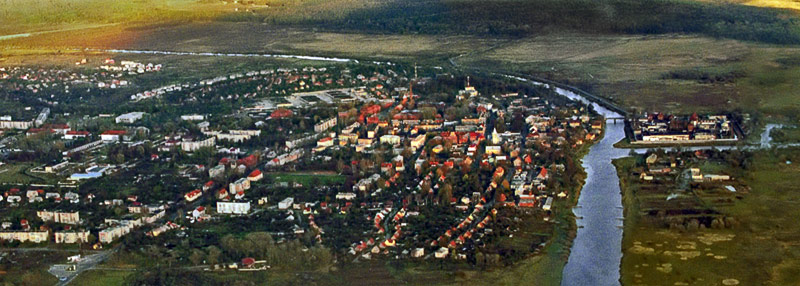
그바르데이스크를 지나는 프레골랴강

프레골랴강(러시아어: Преголя, 독일어: Pregel 프레겔강[*] 폴란드어: Pregoła 프레고와강[*])은 러시아의 칼리닌그라드주를 흐르는 강으로 유역 길이는 123 km이다. 인스트루치강과 안그라파강이 합류하고, 발트해에 위치해 있는 비스툴라 석호로 흘러서 들어간다.

## 도시
- 체르냐홉스크
- 즈나멘스크
- 그바르데이스크
- 칼리닌그라드

## 강
- 피사강
- 위나강
- 안그라파강
- 인스트루치강

## 같이 보기
- 쾨니히스베르크의 다리 문제